# Cheering You!!!
「Cheering You!!!」（チアリング・ユー!!!）は、日本の女性アイドルグループ・アイドリング!!!の楽曲。2015年7月15日にポニーキャニオンからリリースした、通算24枚目となるラスト・シングル。楽曲の制作は、ソングライター・福岡良太が担当した。

## 背景・制作
前作「ユキウサギ」から7ヶ月ぶりの24thシングル。
アイドリング!!!が2015年10月末日をもっての活動終了を表明していたため、同グループ最後のシングルと銘打っている。また、今作のリリースで、グループのCD総出荷枚数が100万枚を突破した。
前作のリリースから、長野せりな・伊藤祐奈・清久レイアがグループを卒業し、残るメンバー19人編成の楽曲になっている。なお、同年6月に新加入した7期生メンバー3名は、本作の収録に関わっていない。
表題曲
楽曲の制作は、エイベックス（Banana Jam）所属のソングライター兼ギタリスト・福岡良太が担当した。表題のテーマは、今後の自分達、そしてこれまでグループを支えてくれた、全ての人に贈る応援ソングと謳っている。また「現在進行形で成長するアイドル」のコンセプトを掲げるアイドリング!!!が、最後まで成長と進化をし続ける意思を示している。
メンバーは当初ラストシングルとは知らずに、レコーディングに臨んでいた。外岡えりかは、同年10月武道館公演でのラストライブで、観客と一体化するために創られた曲でもあると説明している。また、歌詞にある一節“「ガンバレ!!」を届けに行こう”が、デビューシングル「ガンバレ乙女（笑）」と重なり、「結局“ガンバレ”って所（原点）は変わらないんだな」と語っている。ほか、レコーディング仮歌のベースは、関谷真由の音源を使用したと述べている。
メインボーカル
センターボーカルは、グループ結成時から在籍しているオリジナルメンバー外岡えりか・横山ルリカの両名が務め、サブボーカルは、朝日奈央・三宅ひとみ・尾島知佳・玉川来夢・古橋舞悠・関谷真由の6名が選出されている。
カップリング曲
「Over Drive」はアップテンポな曲で、1期生の持ち歌としては集大成的であると述べている。「いきまっしょ ワッショイ!!!」は夏を意識した曲、「特急ガール」はライブ向けのロックだと解説している。「特急ガール」の制作は、Q★Lazyなど様々なロック・クリエーターの共作。残る2曲は、音楽制作事務所『スーパーラブ』に所属するソングライター陣が担当した。
収録メンバー
c/w曲は、グループ内のユニット名義になっている。「Over Drive」はアイドリング!!!1期生（1st IDOLING!!!）、「いきまっしょ ワッショイ!!!」は18歳以下（U-18ing!!!）、「特急ガール」は19歳以上（O-19ing!!!）のメンバーが選抜されている。
| 楽曲                           | 収録CD     | メンバー |
| ------------------------------ | ---------- | --- |
| 「Cheering You!!!」            | 全形態共通 | 下記メンバー19名 |
| 「Over Drive」                 | 同上       | 1st IDOLING!!!（外岡えりか・横山ルリカ）                                                                                           |
| 「いきまっしょ ワッショイ!!!」 | 初回盤A    | U-18ing!!!（橋本楓・倉田瑠夏・高橋胡桃・石田佳蓮・玉川来夢・古橋舞悠・橋本瑠果・佐藤麗奈）                                         |
| 「特急ガール」                 | 初回盤B    | O-19ing!!!（外岡えりか・横山ルリカ・河村唯・酒井瞳・朝日奈央・三宅ひとみ・橘ゆりか・大川藍・尾島知佳・関谷真由・佐藤ミケーラ倭子） |

## リリース
シングルCDは初回盤A・B、通常盤の3形態でリリース。初回盤AにはDVDとトレーディングカードA（全19種の内ランダム1種）、初回盤BにはBlu-ray DiscとトレーディングカードB（全19種の内ランダム1種）、通常盤の初回生産分にはトレーディングカードC（全19種の内ランダム1種）の封入特典が付く。また、全形態の初回生産分に「イベント参加券」が封入されている。
特典企画
協力店舗でのみ先着購入者に「2枚組生写真セット」を進呈する、コラボ企画を実施している。

## プロモーション
楽曲のプロモーションで、以下のメディアに出演した。
テレビ番組
- めざましテレビ（2015年6月25日、フジテレビ系）
- ヒッツナウ!（2015年7月2日、スペースシャワーTV プラス） - MVオンエア
- ティーンズヒッツ（2015年7月3日、スペースシャワーTV プラス） - MVオンエア
- 生のアイドルが好き（2015年7月3日、Pigoo）
- ミューサタ（2015年7月4日、フジテレビ系）
- アイドリング!!! スペシャル（2015年7月5日、スペースシャワーTV プラス） - MVオンエア
- ジャパカル（2015年7月11日、Dlife）
- FULL CHORUS 〜音楽は、フルコーラス〜（2015年7月14日、BSスカパー!）
- BOMBER-E（2015年7月14日、メ〜テレ）
  - BOMBER-E I.ナイト（2015年9月1日）

- 青鬼（2015年7月20日 - 8月7日、MBSテレビ）
- MUSIC JAPAN（2015年8月2日、NHK総合）
- Rの法則（2015年8月3日、NHK Eテレ）

配信番組
- 生のアイドルが好き（2015年6月25日、ニコニコ生放送）
- ミスiDゴールド（2015年7月3日、LoGiRL）
- インスタントジョンソンのかわいこちゃーんNEO!（2015年7月11日、AmebaStudio）
- 「Cheering you!!!」リリース記念!!〜ラスト・シングルをラストアメスタより〜（2015年7月12日、AmebaStudio）
- 9nine plus（2015年7月22日、楽天SHOWTIME）

ラジオ番組
- 遠藤淳のYou've Got a Radio!（2015年7月6日、FM OSAKA）
- You gott@ POWER（2015年7月6日、FM AICHI）
- ON8+1（2015年7月8日、bayfm）
- 桜 稲垣早希のアニメ・アイドルバッカ（2015年7月9日、MBSラジオ）
- 木村三恵のアイドルパラダイス（2015年7月14日、ラジオ関西）
- ミュージックライン（2015年7月15日、NHK-FM）
- 〜DJ KOO PRESENTS〜 BEAT GOES ON（2015年7月17日、FM-FUJI）
- メガコンDJのおねだりミュージック・アワー（2015年7月18日、FM AICHI）
- 何でも聞かせてDX（2015年7月20日、FM AICHI）
- サブカル・キングダム（2015年7月20日、ZIP-FM）
- 9nine plus（2015年7月22日、FM AICHI）
- 井田勝也の年リク!!（2015年8月8日、東海ラジオ）

主催イベント
発売を記念した握手会イベントが、以下の日時・場所で実施された。
「Cheering You!!!」個別握手会
- 2015年6月14・28日 ベルサール飯田橋ファースト
- 2015年7月4・5日 山野ホール
- 2015年7月12日 ベルサール秋葉原

「Cheering You!!!」一斉握手会
- 2015年7月15日 味の素スタジアム南側広場
- 2015年7月16日 ポニーキャニオン本社 3F

コラボイベント
発売日当日には、Jリーグクラブ・FC東京とのコラボレーション企画「第3回 アイドロング!!!」が開催された。
- アイドロング!!!（2015年7月15日、味の素スタジアム）

アーティスト写真展
「Cheering You!!!」の発売を記念し、デビューから現在までに発表されたアイドリング!!!歴代作品のパネル写真が、発売週にタワーレコード一部各店で展示された。
- アイドリング!!!「Cheering You!!!」発売記念パネル展（2015年7月14日 - 19日）
新宿店 - 夏期にリリースした歴代シングル
梅田NU茶屋町店 - デビューから2010年6月までの作品
梅田大阪マルビル店 - 2010年8月から現在までの作品

特大フラッグ展
SHIBUYA TSUTAYAでは、メンバー19人のソロ写真を使用した、特大フラッグ展が企画された。「Cheering You!!!」の初回盤A・Bいずれかの購入者に応募抽選で、その使用された特大フラッグを、各1名（合計19名）に進呈するキャンペーンも実施した。
その他
全国ファミリーマートの店内放送「ファミラジ」で、2015年7月7日から21日まで楽曲がオンエアーされた。

## アートワーク
CDジャケットでは、メインボーカルを務める1期生 外岡えりか・横山ルリカが、グループのシンボルフラッグを掲げている。これは、デビューシングル「ガンバレ乙女（笑）/friend」の初回盤ジャケットで、両名がビーチ・フラッグスで旗を取る瞬間のその後をオマージュし、グループの現在とリンクさせている。
ジャケット及びステージ衣装は、グループが音楽活動を始めた原点のステージ衣装であるデニム柄を基調とし、デザインはメンバー全て異なっている。また、左手首とブーツには、白いバンダナを巻いている。
ジャケット写真の割り振りは以下の通り。外岡えりか・横山ルリカは全形態に登場し、初回盤AはU-18ing!!!、初回盤BではO-19ing!!!メンバーのショットになっている。
| 形態    | メンバー                                                                                         |
| ------- | ------------------------------------------------------------------------------------------------ |
| 全形態  | 外岡えりか・横山ルリカ                                                                           |
| 初回盤A | （橋本楓・倉田瑠夏・高橋胡桃・石田佳蓮・玉川来夢・古橋舞悠・橋本瑠果・佐藤麗奈）                 |
| 初回盤B | （河村唯・酒井瞳・朝日奈央・三宅ひとみ・橘ゆりか・大川藍・尾島知佳・関谷真由・佐藤ミケーラ倭子） |
| 通常盤  | 上記メンバー19名                                                                                 |

## チャート成績
オリコンデイリーランキング最高4位、ウィークリーランキング4位を記録し、直近4作連続で6位だった記録から回復した。ほか、Billboard JAPANは3位、サウンドスキャンジャパンでも、通常盤が3位を記録した。

## ミュージック・ビデオ
リリースに先行して、楽曲の1コーラスバージョンがYouTubeで公開されている。フルバージョンはGYAO!で公開され、初回盤A・Bに付属するDVD・BDにも収録されている。
劇中では、メインボーカルを務める外岡えりか・横山ルリカを中心にフィーチャーされ、メンバーそれぞれが次への階段を登り、扉の向こうにある新たなステージに歩んでいく様子を示唆した描写となっている。

## ライブ・パフォーマンス
発売記念イベント兼ねたミニライブが、以下の日時・場所で実施された。
「Cheering You!!!」発売記念イベント
- 2015年7月14日 お台場ヴィーナスフォート 2F教会広場
- 2015年7月18日 大阪ATC O's北館4F特設会場
- 2015年7月18日 阪急西宮ガーデンズ 4Fスカイガーデン
- 2015年7月19日 ダイバーシティ東京プラザ 2Fフェスティバル広場

ライブイベント
楽曲は、アイドルイベント『すきドルグランプリ』で初披露された。ほか、以下のイベント等でライブ披露している。
- 『第二回 すきドルグランプリ〜ウタうチカラ〜』（2015年7月11日、ラフォーレミュージアム六本木）
- 『FULL CHORUS』スタジオライブ（2015年7月12日収録、スカパー東京メディアセンター）
- 『Rの法則』スタジオライブ（2015年7月13日収録、NHK放送センター）
- 『アイドロング!!!』スタジアム内外ミニライブ（2015年7月15日、味の素スタジアム）
- 『お台場夢大陸 〜ドリームメガナツマツリ〜』
夢大陸マイナビステージ・ライブ（2015年7月19日 - 8月31日、フジテレビ本社屋）
アイドリング!!! お台場夢大陸スペシャルライブ（2015年8月5日、お台場夢大陸 SUMMER GATEスタジアム）
- 『MUSIC JAPAN』公開ライブ（2015年7月20日収録、NHKホール）
- 第47回『龍王祭』（2015年7月25日、鬼怒川温泉ホテル）
- 『TOKYO IDOL FESTIVAL 2015』
前夜祭!（2015年7月25日、六本木ニコファーレ）
本公演（2015年8月1・2日、お台場・青海特設会場）
- a-nation『IDOL NATION × TOKYO IDOL FESTIVAL 〜KOO MEETS IDOL KOO輩 大集合!〜』（2015年8月3日、国立代々木競技場第二体育館）
- 『BOMBER-E I.ナイト』スタジオライブ（2015年8月4日収録、メ〜テレBスタジオ）
- ニコはちライブ（2015年8月9日ほか、六本木ニコファーレ）
- 『音霊 OTODAMA SEA STUDIO 2015 〜Girl`s Beach Memory〜』（2015年8月19日、由比ヶ浜・音霊SEA STUDIO）
- 『ありがとう つくばエクスプレス10周年フェス』（2015年8月21日、秋葉原駅）
- アイドリング!!!15thライブ『ング!!!ング!!!祭りだ!!! 〜良きところで武道館グ!!!』（2015年10月5日、日本武道館）
- 『Girls-POP-JAPAN』（2015年10月18日、カンテレホールなんでもアリーナ）
- 『スマイルスタジアム』スタジオライブ（2015年10月24日、NSTスタジオSWITCH）

## メディアでの使用
楽曲は以下のメディアで使用された。
- フジテレビ系『志村座』2015年7月度エンディングテーマ
- 新潟総合テレビ『スマイルスタジアム』2015年7月・8月度エンディングテーマ

## シングル収録トラック
| #         | タイトル                                   | 作詞       | 作曲      | 編曲      | 時間  |
| --------- | ------------------------------------------ | ---------- | --------- | --------- | ----- |
| 1.        | 「Cheering You!!!」                        | 福岡良太   | 福岡良太  | 福岡良太  | 4:31  |
| 2.        | 「Over Drive」(1st IDOLING!!!)             | 大橋莉子   | 大橋莉子  | 大橋莉子  | 3:53  |
| 3.        | 「いきまっしょ ワッショイ!!!」(U-18ing!!!) | 白波瀬ミキ | 石田秀登  | 石田秀登  | 4:03  |
| 合計時間: | 合計時間:                                  | 合計時間:  | 合計時間: | 合計時間: | 12:28 |

| #  | タイトル                          | 作詞 | 作曲・編曲 | 時間  |
| -- | --------------------------------- | ---- | ---------- | ----- |
| 1. | 「Cheering You!!!」(Music Video)  |      |            | 9:57  |
| 2. | 「Cheering You!!!」(MVメイキング) |      |            | 13:09 |

| #         | タイトル                       | 作詞                               | 作曲               | 編曲                   | 時間  |
| --------- | ------------------------------ | ---------------------------------- | ------------------ | ---------------------- | ----- |
| 1.        | 「Cheering You!!!」            | 福岡良太                           | 福岡良太           | 福岡良太               | 4:31  |
| 2.        | 「Over Drive」(1st IDOLING!!!) | 大橋莉子                           | 大橋莉子           | 大橋莉子               | 3:53  |
| 3.        | 「特急ガール」(O-19ing!!!)     | コバヤシユウジ、Q★Lazy、タケヨシキ | 伊藤タカシ、Q★Lazy | 伊藤タカシ、宮田リョウ | 3:43  |
| 合計時間: | 合計時間:                      | 合計時間:                          | 合計時間:          | 合計時間:              | 12:08 |

| #  | タイトル                          | 作詞 | 作曲・編曲 | 時間  |
| -- | --------------------------------- | ---- | ---------- | ----- |
| 1. | 「Cheering You!!!」(Music Video)  |      |            | 9:57  |
| 2. | 「Cheering You!!!」(MVメイキング) |      |            | 16:24 |
| 3. | 「おまけのCheering You!!!」       |      |            |       |

| #         | タイトル                          | 作詞・作曲 | 編曲      | 時間  |
| --------- | --------------------------------- | ---------- | --------- | ----- |
| 1.        | 「Cheering You!!!」               | 福岡良太   | 福岡良太  | 4:31  |
| 2.        | 「Over Drive」(1st IDOLING!!!)    | 大橋莉子   | 大橋莉子  | 3:54  |
| 3.        | 「Cheering You!!!」(Instrumental) |            |           | 4:31  |
| 4.        | 「Over Drive」(Instrumental)      |            |           | 3:52  |
| 合計時間: | 合計時間:                         | 合計時間:  | 合計時間: | 16:48 |